# Les Maisons du voyage
Les Maisons du Voyage est un voyagiste français fondé en 1991 par Patricia Tartour et spécialiste du tourisme durable, qui a souhaité privilégier la curiosité intellectuelle et la rencontre avec d'autres cultures.

## Histoire
De 1991-2016, le voyagiste grandit par la création de différentes "Maisons" permettant de se familiariser avec différentes destinations.
En 1991 en "La Maison de la Chine" est fondée par Patricia Tartour sous la forme d'une « maison de thé raffinée où l’on vient goûter le voyage », qui organise des soirées avec des sinologues comme Jean-Luc Domenach, des peintres comme Fabienne Verdier ou des écrivains-grands reporters tels que Lucien Bodard et Olivier Weber. Le voyagiste devient leader sur le marché du voyage français vers la Chine, puis s'intéresse une vingtaine d'années après sa création à l'émergence du flux inverse, celui des Chinois tentés par la France, en constatant que "la demande est énorme".
Puis sont créées différentes déclinaisons spécifiques à d'autres régions du Monde: 
- La Maison de l’Indochine (1992);
- La Maison des Orientalistes (1994);
- La Maison des Indes et La Maison des Amériques Latines (1996);
- La Maison des États-Unis (2001);
- Désir de Japon (2006);
- La Maison de l’Afrique (2008);
- La Maison de l’Océanie (2010);
- Désir d’Europe orientale (2011).

En 2016 les huit « Maisons » apparues au fil du temps sont réunies par Arthur Courtinat et elles deviennent en 2018 « Les Maisons du Voyage » après avoir été acquises, entre-temps, en mars 2017, par un grand groupe de médias français, celui qui édite Le Figaro et se diversifie aussi la même année par l'achat le réseau social professionnel Viadeo.
Les Maisons du voyage tout comme le voyagiste Terres d'aventure, font partie de seize entreprises françaises qui ont été admises en 2020 au label créé par l'association "Agir pour un tourisme responsable" (ATR), destiné aux opérateurs de voyages respectant une quinzaine de critères de respect du Tourisme équitable appelé aussi Tourisme durable, répartis en 3 catégories (Transparence, Partenariat, Cohérence), tandis que les demandes d'autres sociétés ou associations étaient en cours d'examen. 
Lors de la crise du Covid, qui a créé une situation très difficile pour l'ensemble du secteur tourisme. "Les Maisons du Voyage" ont subi 30 à 40 % de baisse de demandes de futurs voyages, selon Arthur Courtinat, leur directeur général.